# Catherine de Courtenay

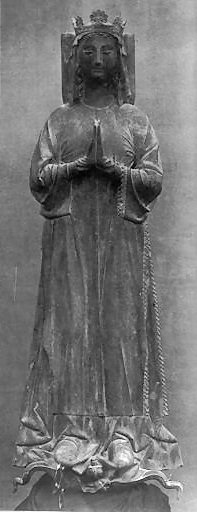
Grabskulptur Catherine de Courtenays

Catherine de Courtenay (eingedeutscht Katharina von Courtenay; * 1274; † 11. Oktober 1307 oder 2. Januar 1308) war Titularkaiserin von Konstantinopel.

## Leben
Catherine wurde 1274 als einzige Tochter des Titularkaisers von Konstantinopel Philippe de Courtenay und seiner ersten Frau Beatrix von Sizilien geboren und wuchs am angevinischen Hof der Könige von Sizilien auf. Nach dem Tod ihres Vaters erbte sie 1283 den Kaisertitel sowie die Herrschaften Courtenay und Blaton. Darüber hinaus war sie Titularmarkgräfin von Namur.

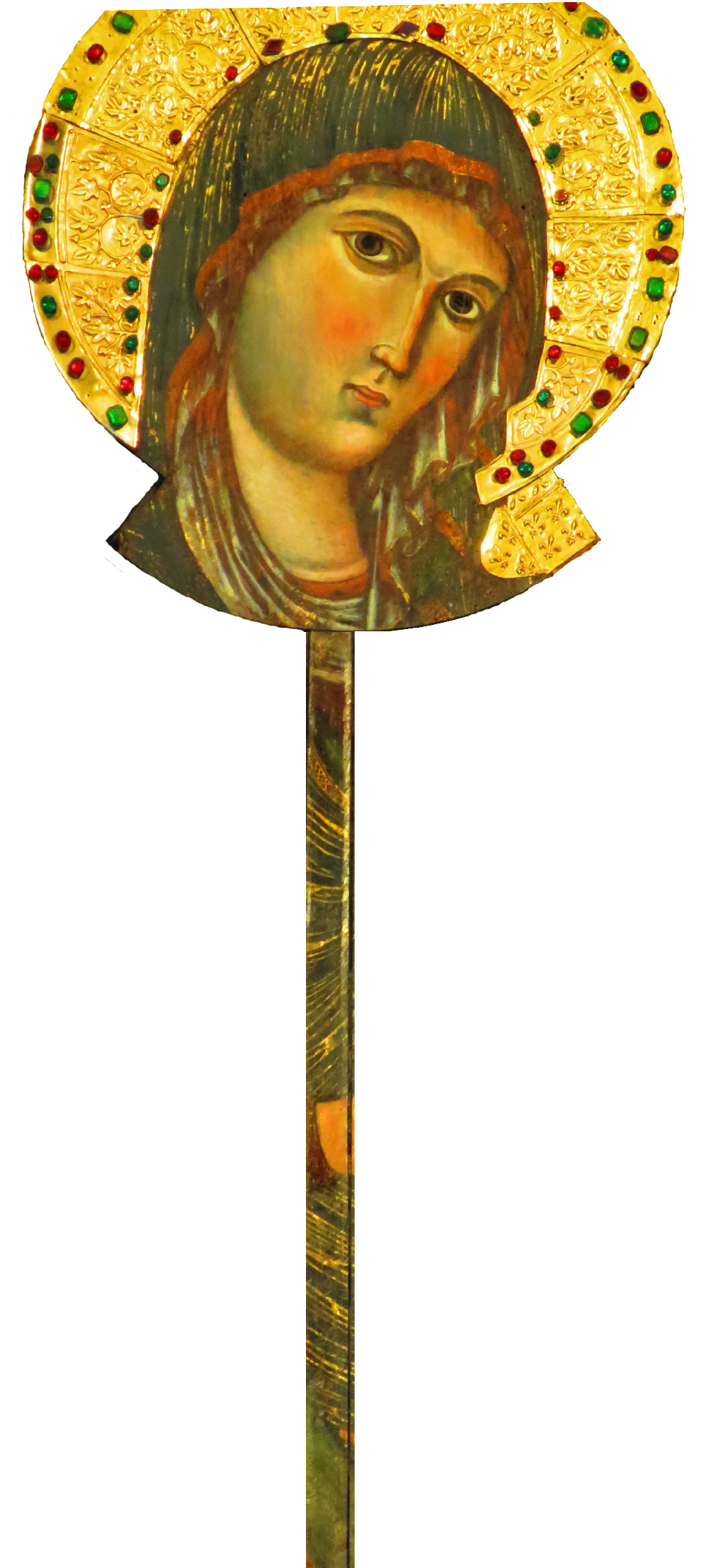
Kopf der Hodegetria; Cappella della Madonna di Montevergine in Mercogliano

Außerdem erbte sie den großen Kopf der großen Hodegetria-Ikone, den ihr Großvater Balduin II. 1261 auf seiner Flucht aus Konstantinopel mitgenommen haben soll. Die Ikone soll einst von Aelia Eudocia von Jerusalem nach Konstantinopel gebracht worden sein und wurde als das vom Heiligen Lukas porträtierte Kultbild betrachtet. Die Hodegetria zu besitzen, war zu jener Zeit sehr wichtig. Sie bedeutete das wahre Palladium von Konstantinopel und zugleich, sich ihren Schutz zu sichern, und die Hoffnung auf eine Rückkehr in die Stadt, die der Gottesmutter so am Herzen lag.
Nachdem sich Ehepläne mit Friedrich von Sizilien, Michael Palaiologos und dem ältesten Sohn des mallorquinischen Königs Jakob II. zerschlagen hatten, heiratete Catherine am 28. Februar 1301 in Saint-Cloud Charles de Valois, den zweiten Sohn des französischen Königs Philipp III. Für die Verbindung musste Papst Bonifatius VIII. eine Dispens erteilen, denn die Eheleute waren im dritten Grad miteinander verwandt. Für den einige Jahre älteren Charles war es die zweite, für Catherine die erste Ehe. Am 23. April des gleichen Jahres übertrug sie ihm die geerbten Rechte an Courtenay, Namur und Konstantinopel. Aus der Verbindung gingen vier Kinder hervor:
- Catherine (1301–1346), verheiratet mit Philipp von Tarent
- Jean (1302–1308), Graf von Chartres
- Jeanne (1304–1363), verheiratet mit Robert d’Artois
- Isabelle (1306–1349), seit 1342 Äbtissin von Fontevrault.

Catherine de Courtenay starb 1307 oder 1308 und wurde in der Kirche Saint-Jacques des Pariser Jakobinerklosters beigesetzt. Ihr Herz oder ihre Eingeweide fanden die letzte Ruhestätte in der Kapelle Saint-Hippolyte der Abtei von Maubuisson. Das Grabmal aus schwarzem und weißem Marmor befindet sich heute in der Basilika Saint-Denis.